# National Basketball League 1944-1945
La stagione di National Basketball League 1944-1945 fu l'ottava nella storia della National Basketball League. Vinsero il titolo i Fort Wayne Zollner Pistons per il secondo anno consecutivo.

## Risultati

### Stagione regolare

#### Eastern Division
| Squadra                    | V  | P  | %    |
| -------------------------- | -- | -- | ---- |
| Fort Wayne Zollner Pistons | 25 | 5  | 83,3 |
| Cleveland Allmen Transfers | 13 | 17 | 43,3 |
| Pittsburgh Raiders         | 7  | 23 | 23,3 |

#### Western Division
| Squadra                | V  | P  | %    |
| ---------------------- | -- | -- | ---- |
| Sheboygan Red Skins    | 19 | 11 | 63,3 |
| Chicago American Gears | 14 | 16 | 46,7 |
| Oshkosh All-Stars      | 12 | 18 | 40,0 |

### Playoff
|  | Semifinali Al meglio delle tre partite | Semifinali Al meglio delle tre partite | Semifinali Al meglio delle tre partite | Semifinali Al meglio delle tre partite | Semifinali Al meglio delle tre partite |  |  | Finale Al meglio delle cinque partite | Finale Al meglio delle cinque partite | Finale Al meglio delle cinque partite | Finale Al meglio delle cinque partite | Finale Al meglio delle cinque partite | Finale Al meglio delle cinque partite | Finale Al meglio delle cinque partite |  |
|  |                                        |                                        |                                        |                                        |                                        |  |  |                                       |                                       |                                       |                                       |                                       |                                       |                                       |  |
|  | Ft. Wayne Pistons                      | Ft. Wayne Pistons                      | Ft. Wayne Pistons                      | 78                                     | 58                                     |  |  |                                       |                                       |                                       |                                       |                                       |                                       |                                       |  |
|  | Cleveland A.T.                         | Cleveland A.T.                         | Cleveland A.T.                         | 50                                     | 51                                     |  |  | Ft. Wayne Pistons                     | Ft. Wayne Pistons                     | 53                                    | 47                                    | 58                                    | 58                                    | 59                                    |  |
|  | Chicago Gears                          | Chicago Gears                          | 50                                     | 36                                     | 27                                     |  |  | Sheb. Red Skins                       | Sheb. Red Skins                       | 65                                    | 50                                    | 47                                    | 41                                    | 49                                    |  |
|  | Sheb. Red Skins                        | Sheb. Red Skins                        | 49                                     | 49                                     | 57                                     |  |  |                                       |                                       |                                       |                                       |                                       |                                       |                                       |  |

## Vincitore
| Campione NBL 1944-1945                 |
| -------------------------------------- |
| Fort Wayne Zollner Pistons (2º titolo) |

## Premi NBL
- NBL Most Valuable Player: Bobby McDermott, Fort Wayne Zollner Pistons
- NBL Rookie of the Year: Red Holzman, Rochester Royals
- NBL Coach of the Year: Bobby McDermott, Fort Wayne Zollner Pistons
- All-NBL First Team
  - Leroy Edwards, Oshkosh All-Stars
  - Buddy Jeannette, Fort Wayne Zollner Pistons
  - Bobby McDermott, Fort Wayne Zollner Pistons
  - Stan Patrick, Chicago American Gears
  - Mel Riebe, Cleveland Chase Brassmen
- All-NBL Second Team
  - Jerry Bush, Fort Wayne Zollner Pistons
  - Ed Dancker, Sheboygan Red Skins
  - Huck Hartman, Pittsburgh Raiders
  - Jake Pelkington, Fort Wayne Zollner Pistons
  - Dick Triptow, Chicago American Gears